# Marcel Hendrickx
Jan Adriaensens (Willebroek, 6 giugno 1925 – Bilzen, 2 ottobre 2008) è stato un ciclista su strada belga.

## Carriera
Cugino del più noto Roger Gyselinck, passò professionista nel 1947, e ad inizio carriera ottenne un ottavo posto nel circuito delle Fandre Orientali.
Durante la sua carriera ottenne 14 vittorie, le più importanti delle quali furono due edizioni consecutive  della Parigi-Bruxelles, nel 1954 e nel 1955.

## Palmares
- 1948

Circuito del Limburgo
Houthalen-Helchteren
- 1949

Liegi-Jemelle
GP de la Famenne
- 1950

GP di Westerloo
- 1951

Roubaix-Huy
- 1952

Parigi-Saint-Etienne
Vienna-Graz-Vienna
- 1953

Giro di Montenaken
- 1954

Parigi-Bruxelles
- 1955

Parigi-Bruxelles
Rijkevorsel

## Piazzamenti

### Grandi Giri
- Tour de France

1949: 43º
1950: 25º
1954: 64º
- Giro d'Italia

1952: ritirato
1953: ritirato

### Classiche monumento
- Milano-Sanremo

1950: 48º
1954: 13º
1954: 94º
- Giro delle Fiandre

1956: 52º
- Parigi-Roubaix

1948: 11º
1953: 28º
1955: 26º
- Liegi-Bastogne-Liegi

1948: 32º
1954: 14º
1955: 38º